# Foveosculum montanum
Foveosculum montanum là một loài tò vò trong họ Ichneumonidae.